# 罗伯特·斯特林·克拉克

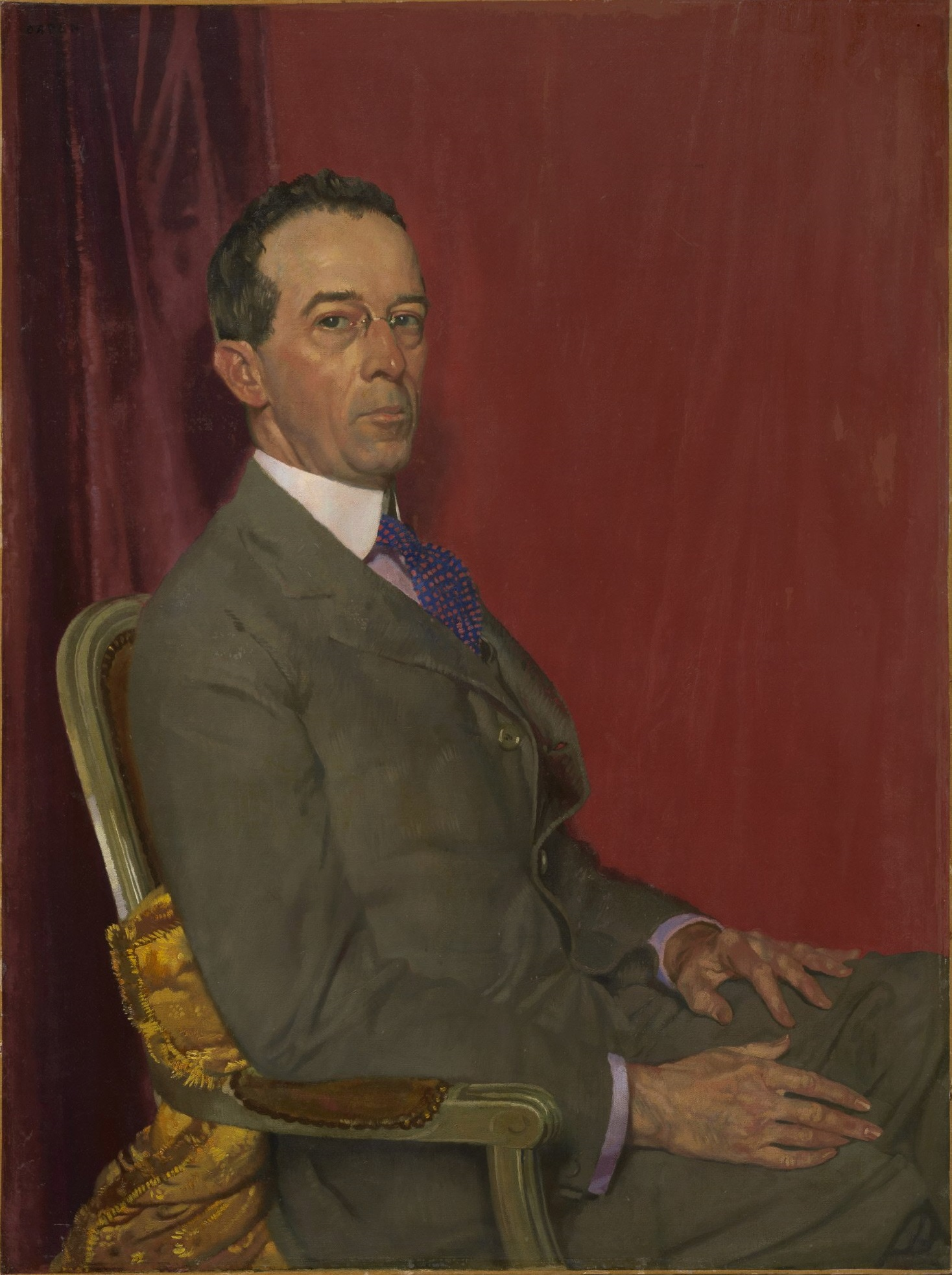
罗伯特·斯特林·克拉克

罗伯特·斯特林·克拉克（英語：Robert Sterling Clark，1877年6月25日—1956年12月29日）是一位美国艺术品收藏家、马主和慈善家，胜家缝纫机（Singer Sewing Machine）产业继承人。

## 生平
斯特林·克拉克曾效力于史沫特莱·巴特勒（Smedley Butler）将军麾下，义和团运动期间在菲律宾的军中服役。
克拉克在耶鲁大学完成土木工程学业后数年内多次游览了法国巴黎，最终在那里购置了一处居所。他在巴黎遇到了女演员弗朗辛·克莱瑞（Francine Clary），并和她于1919年结婚。

## 艺术收藏
斯特林·克拉克在1916年购买了他的第一幅印象派绘画作品，雷诺阿的《做钩针编织的女孩》。之后他和妻子不断大量收藏雷诺阿以及其他印象派绘画、雕塑和粉彩艺术作品并在晚年于马萨诸塞州威廉斯敦（Williamstown）的波克夏山（Berkshire Hills）间建立了一所博物馆——斯特林和弗朗辛•克拉克艺术中心（克拉克艺术中心）。艺术中心既是一座公共艺术博物馆，又是一所研究和高等教育中心。基于克拉克夫妇的品味和兴趣，馆藏集中在从文艺复兴时期到20世纪初期的欧洲和美国的艺术品，尤其注重收集19世纪欧美各国油画，特别是法国印象派画家的作品，英国银器以及早期的摄影作品。其中除30多幅雷诺阿作品外，还有温斯洛·霍默、戈雅、弗兰斯·哈尔斯和德加等艺术家作品。

## 1909年远征
克拉克曾在1908年至1909年间资助并参与了一次前往中国北方科学考察远征，旨在对这一区域进行细致的地理调查，逐日记录气象观测数据，拍摄各阶层民众、城镇乡村和山水景观，并收集动植物标本。考察队穿越中国西北，沿黄河对陕西和甘肃的地理、气象、生物、民族志等多个学科进行了考察和研究。克拉克当时雇佣了苏柯仁（Arthur de Carle Sowerby）作为随行博物学家，并和他出版了名为《穿越陕甘：1908～1909年克拉克考察队华北行纪》（Through Shên-kan: the account of the Clark expedition in north China, 1908-9）一书。作为一名土木工程师，克拉克能够在规划其考察活动时融入科学家的好奇之心与工作方法。不同于其他同时期科考团队，他的考察队非但没有从中国带走任何出土文物，还对所经地方的民众提供医疗等救助，并在考察结束后，将收集、制作的动植物标本全数捐赠给了科学研究机构。
克拉克在结束此次考察之后，再也没有踏上过中国的土地。他所筹建的罗伯特·斯特林·克拉克基金会如今位于纽约市第64街东135号。

## 赛马爱好
克拉克曾在美国和欧洲赛马并夺得过多项大奖。其中最著名的赛马Never Say Die (1951年–1975年)在英格兰以33比1赢得1954年叶森打吡大赛（Epsom Derby）。虽然克拉克在其婚后明显对赛马失去了兴趣，其生前成功马主的声名依然远大于当今世人对其作为艺术收藏家的赞誉。